# Schoenfelderpeton
Schoenfelderpeton is een geslacht van uitgestorven amfibieën. Het is een zustertaxon van Leptorophus tener.

## Soort
- Schoenfelderpeton prescheri (Boy, 1986)